# Воргашор (приток Ортины)
Воргашор — река в России, течёт по территории Ненецкого автономного округа. Устье реки находится в 43 км по правому берегу реки Ортина на высоте 7 м над уровнем моря. Длина реки составляет 31 км. Основной приток — Кырнышвож.

## Данные водного реестра
По данным государственного водного реестра России относится к Двинско-Печорскому бассейновому округу, водохозяйственный участок реки — Печора от водомерного поста Усть-Цильма и до устья, речной подбассейн реки — бассейны притоков Печоры ниже впадения Усы. Речной бассейн реки — Печора.
Код объекта в государственном водном реестре — 03050300212103000084794.